# Tianchi (köping i Kina, Inre Mongoliet)
Tianchi (kinesiska: 天池, 天池镇) är en köping i Kina. Den ligger i den autonoma regionen Inre Mongoliet, i den norra delen av landet, omkring 1 000 kilometer nordost om regionhuvudstaden Hohhot. Antalet invånare är 4303. Befolkningen består av 1 343 kvinnor och 2 960 män. Barn under 15 år utgör 5,0 %, vuxna 15-64 år 87 %, och äldre över 65 år 6,0 %.
Genomsnittlig årsnederbörd är 749 millimeter. Den regnigaste månaden är juli, med i genomsnitt 239 mm nederbörd, och den torraste är januari, med 5 mm nederbörd.